# مشرفة فليطة
مشرفة فليطة قرية سوريّة تتبع إداريّاً لمحافظة ريف دمشق منطقة النبك ناحية مركز النبك، بلغ تعداد سكانها 6,475 نسمة حسب التعداد السكاني لعام 2004.